# Scopodes
Scopodes is een geslacht van kevers uit de familie van de loopkevers (Carabidae). De wetenschappelijke naam van het geslacht is voor het eerst geldig gepubliceerd in 1842 door Erichson.

## Soorten
Het geslacht Scopodes omvat de volgende soorten:
- Scopodes adonis Darlington, 1968
- Scopodes aeneus Macleay, 1871
- Scopodes altus Darlington, 1968
- Scopodes amplipennis Baehr, 1995
- Scopodes angulicollis Macleay, 1871
- Scopodes arfakensis Baehr, 2010
- Scopodes aspericollis Baehr, 1994
- Scopodes aterrimus Chaudoir, 1872
- Scopodes atricornis Baehr, 1994
- Scopodes balkei Baehr, 1995
- Scopodes basalis Broun, 1893
- Scopodes bicolor Baehr, 1994
- Scopodes boops Erichson, 1842
- Scopodes bryophilus Broun, 1886
- Scopodes caeruleus Baehr, 1994
- Scopodes caledonicus Fauvel, 1903
- Scopodes chalceus Baehr, 1994
- Scopodes cheesmannae Darlington, 1968
- Scopodes chimbu Darlington, 1968
- Scopodes cognatus Broun, 1886
- Scopodes cuprascens Baehr, 1994
- Scopodes darlingtoni Baehr, 1994
- Scopodes denticollis Macleay, 1864
- Scopodes edwardsii Bates, 1878
- Scopodes flavipes Blackburn, 1894
- Scopodes fossulatus (Blanchard, 1843)
- Scopodes foveipennis Baehr, 1994
- Scopodes griffithi Sloane, 1903
- Scopodes hornabrooki Baehr, 1998
- Scopodes intermedius Blackburn, 1894
- Scopodes interruptus Baehr, 1998
- Scopodes intricatus Blackburn, 1895
- Scopodes irregularis Andrewes, 1933
- Scopodes laevifrons Baehr, 1994
- Scopodes laevigatus Bates, 1878
- Scopodes laevis Macleay, 1871
- Scopodes levistriatus Broun, 1886
- Scopodes louwerensi Baehr, 1994
- Scopodes minor Baehr, 1994
- Scopodes muliae Baehr, 1995
- Scopodes multipunctatus Bates, 1878
- Scopodes ocellatus Moore, 1963
- Scopodes ovalis Moore, 1992
- Scopodes perfoveatus Baehr, 1995
- Scopodes perignitus Baehr, 1998
- Scopodes peterseni Louwerens, 1969
- Scopodes prasinus Bates, 1878
- Scopodes pustulatus Broun, 1882
- Scopodes regularis Baehr, 1994
- Scopodes reticulatus Baehr, 1994
- Scopodes riedeli Baehr, 1994
- Scopodes robustus Baehr, 1994
- Scopodes rufipes Baehr, 1994
- Scopodes rugatus Blackburn, 1894
- Scopodes schoenhuberi Baehr, 1999
- Scopodes sigillatus Germar, 1848
- Scopodes simplex Blackburn, 1894
- Scopodes splendens Moore, 1963
- Scopodes striaticollis Baehr, 1994
- Scopodes tafa Darlington, 1968
- Scopodes tasmanicus Bates, 1878
- Scopodes tripunctatus Chaudoir, 1852
- Scopodes tristis Baehr, 1994
- Scopodes versicolor Bates, 1878
- Scopodes violaceus Baehr, 1994
- Scopodes virescens Baehr, 1994
- Scopodes viridiaeneus Baehr, 1994
- Scopodes wei R.T & J.R.Bell, 1989
- Scopodes wilsoni Darlington, 1968